# 343-as busz
A 343-as jelzésű regionális autóbusz Vác, autóbusz-állomás és Csörög, Béke tér között közlekedik Sződ és Sződliget keresztül. A járatok nagy része csak Sződ, községházáig vagy Sződ-Sződliget, vasúti megállóhelytől jár. A viszonylatot a MÁV Személyszállítási Zrt. üzemelteti.

## Megállóhelyei
Egyes Csörögig közlekedő menetek nem érintik Sződ, községházát.
| 343 (Vác, autóbusz-állomás – Csörög, Béke tér)              | 343 (Vác, autóbusz-állomás – Csörög, Béke tér)              | 343 (Vác, autóbusz-állomás – Csörög, Béke tér)              | 343 (Vác, autóbusz-állomás – Csörög, Béke tér)              | 343 (Vác, autóbusz-állomás – Csörög, Béke tér)              | 343 (Vác, autóbusz-állomás – Csörög, Béke tér)              | 343 (Vác, autóbusz-állomás – Csörög, Béke tér)              | 343 (Vác, autóbusz-állomás – Csörög, Béke tér) |
| 343 (Vác, autóbusz-állomás – Sződ, községháza)              | 343 (Vác, autóbusz-állomás – Sződ, községháza)              | 343 (Vác, autóbusz-állomás – Sződ, községháza)              | 343 (Vác, autóbusz-állomás – Sződ, községháza)              | 343 (Vác, autóbusz-állomás – Sződ, községháza)              | 343 (Vác, autóbusz-állomás – Sződ, községháza)              | 343 (Vác, autóbusz-állomás – Sződ, községháza)              | 343 (Vác, autóbusz-állomás – Sződ, községháza) |
| 343 (Sződ-Sződliget, vasúti megállóhely – Csörög, Béke tér) | 343 (Sződ-Sződliget, vasúti megállóhely – Csörög, Béke tér) | 343 (Sződ-Sződliget, vasúti megállóhely – Csörög, Béke tér) | 343 (Sződ-Sződliget, vasúti megállóhely – Csörög, Béke tér) | 343 (Sződ-Sződliget, vasúti megállóhely – Csörög, Béke tér) | 343 (Sződ-Sződliget, vasúti megállóhely – Csörög, Béke tér) | 343 (Sződ-Sződliget, vasúti megállóhely – Csörög, Béke tér) | 343 (Sződ-Sződliget, vasúti megállóhely – Csörög, Béke tér) |
| Sorszám (↓)                                                 | Sorszám (↓)                                                 | Sorszám (↓)                                                 | Megállóhely                                                 | Sorszám (↑)                                                 | Sorszám (↑)                                                 | Sorszám (↑)                                                 | Átszállási kapcsolatok |
| ----------------------------------------------------------- | ----------------------------------------------------------- | ----------------------------------------------------------- | ----------------------------------------------------------- | ----------------------------------------------------------- | ----------------------------------------------------------- | ----------------------------------------------------------- | --- |
| 0                                                           | 0                                                           | ∫                                                           | Vác, autóbusz-állomás végállomás                            | 18                                                          | ∫                                                           | 15                                                          | 300, 314, 328, 329, 330, 331, 332, 333, 334, 335, 337, 338, 339, 342, 345, 347, 348, 350, 351, 361, 363, 364, 365, 371, 455 1010, 1013 S70 G70 Z70 S71 G71 S77 S750 EC, EN |
| 1                                                           | 1                                                           | ∫                                                           | Vác, Honvéd utca                                            | 17                                                          | ∫                                                           | 14                                                          | 300, 314, 332, 333, 334, 335, 336, 337, 338, 339, 342, 345, 347, 360, 364, 365, 371, 455                                                                                   |
| 2                                                           | 2                                                           | ∫                                                           | Vác, Földváry tér                                           | 16                                                          | ∫                                                           | 13                                                          | 300, 342, 345, 348, 360, 365, 371, 455 1010, 1013 |
| 3                                                           | 3                                                           | ∫                                                           | Vác, LIDL, Hétkápolna                                       | 15                                                          | ∫                                                           | 12                                                          | 300, 342, 345, 371, 455 |
| 4                                                           | 4                                                           | ∫                                                           | Vác, hajógyár                                               | 14                                                          | ∫                                                           | 11                                                          | 300, 345, 371 |
| 5                                                           | 5                                                           | ∫                                                           | Vác, gumigyár                                               | 13                                                          | ∫                                                           | 10                                                          | 300, 345, 371 |
| 6                                                           | 6                                                           | ∫                                                           | Vác, (Sződliget) Harcsa utca                                | 12                                                          | ∫                                                           | 9                                                           | 300, 345, 371 |
| 7                                                           | 7                                                           | ∫                                                           | Sződliget, sződi elágazás vonalközi érkező végállomás (↑)   | 11                                                          | ∫                                                           | 8                                                           | 300, 345, 371 |
| 8                                                           | 8                                                           | ∫                                                           | Sződliget, Szent István utca                                | 10                                                          | ∫                                                           | 7                                                           | |
| 9                                                           | 9                                                           | 0                                                           | Sződ-Sződliget, vasúti megállóhely vonalközi végállomás     | 9                                                           | 9                                                           | 6                                                           | 344 S70 |
| 10                                                          | 10                                                          | 1                                                           | Sződ, Floch-puszta                                          | 8                                                           | 8                                                           | 5                                                           | 344 |
| 11                                                          | 11                                                          | 2                                                           | Sződ, Dózsa György utca 5.                                  | 7                                                           | 7                                                           | 4                                                           | 344 |
| 12                                                          | 12                                                          | 3                                                           | Sződ, Dózsa György utca 75.                                 | 6                                                           | 6                                                           | 3                                                           | 344 |
| 13                                                          | 13                                                          | 4                                                           | Sződ, Ady Endre utca                                        | 5                                                           | 5                                                           | 2                                                           | 344 |
| 14                                                          | 14                                                          | 5                                                           | Sződ, II. János Pál tér                                     | 4                                                           | 4                                                           | 1                                                           | 344 |
| 15                                                          | 15                                                          | 6                                                           | Sződ, községháza vonalközi végállomás                       | 3                                                           | 3                                                           | 0                                                           | 344 |
| 16                                                          | ∫                                                           | 7                                                           | Sződ, II. János Pál tér                                     | ∫                                                           | ∫                                                           | ∫                                                           | 344 |
| 17                                                          | ∫                                                           | 8                                                           | Csörög, Kisfaludy utca                                      | 2                                                           | 2                                                           | ∫                                                           | |
| 18                                                          | ∫                                                           | 9                                                           | Csörög, Tölgyfa utca                                        | 1                                                           | 1                                                           | ∫                                                           | S71 G71 |
| 19                                                          | ∫                                                           | 10                                                          | Csörög, Béke tér végállomás                                 | 0                                                           | 0                                                           | ∫                                                           | |